# OGLE-TR-132
OGLE-TR-132 ist ein 4893 Lichtjahre von der Erde entfernter Stern der Spektralklasse F mit einer Rektaszension von 10h 50m 34s und einer Deklination von −61° 57' 25". Er besitzt eine scheinbare Helligkeit von 15,72 mag. Im Jahre 2004 entdeckte Francois Bouchy einen extrasolaren Planeten, der diesen Stern umkreist. 
Dieser trägt den Namen OGLE-TR-132 b.